# Ilja Metjnikov
Ilja Iljitj Metjnikov (ryska: Илья Ильич Мечников), född 15 maj 1845 i Ivanovka, Guvernementet Charkov, Lillryssland, död 15 juli 1916 i Paris, var en rysk fysiolog. Hans forskning ledde till ökad förståelse av människans immunitet, vilket år 1908 belönades med Nobelpriset i medicin eller fysiologi. Priset delades med den tyske läkaren Paul Ehrlich. Metjnikov var bland annat verksam vid universitetet i Odessa, som senare uppkallades efter honom, och Pasteurinstitutet i Paris.

## Biografi

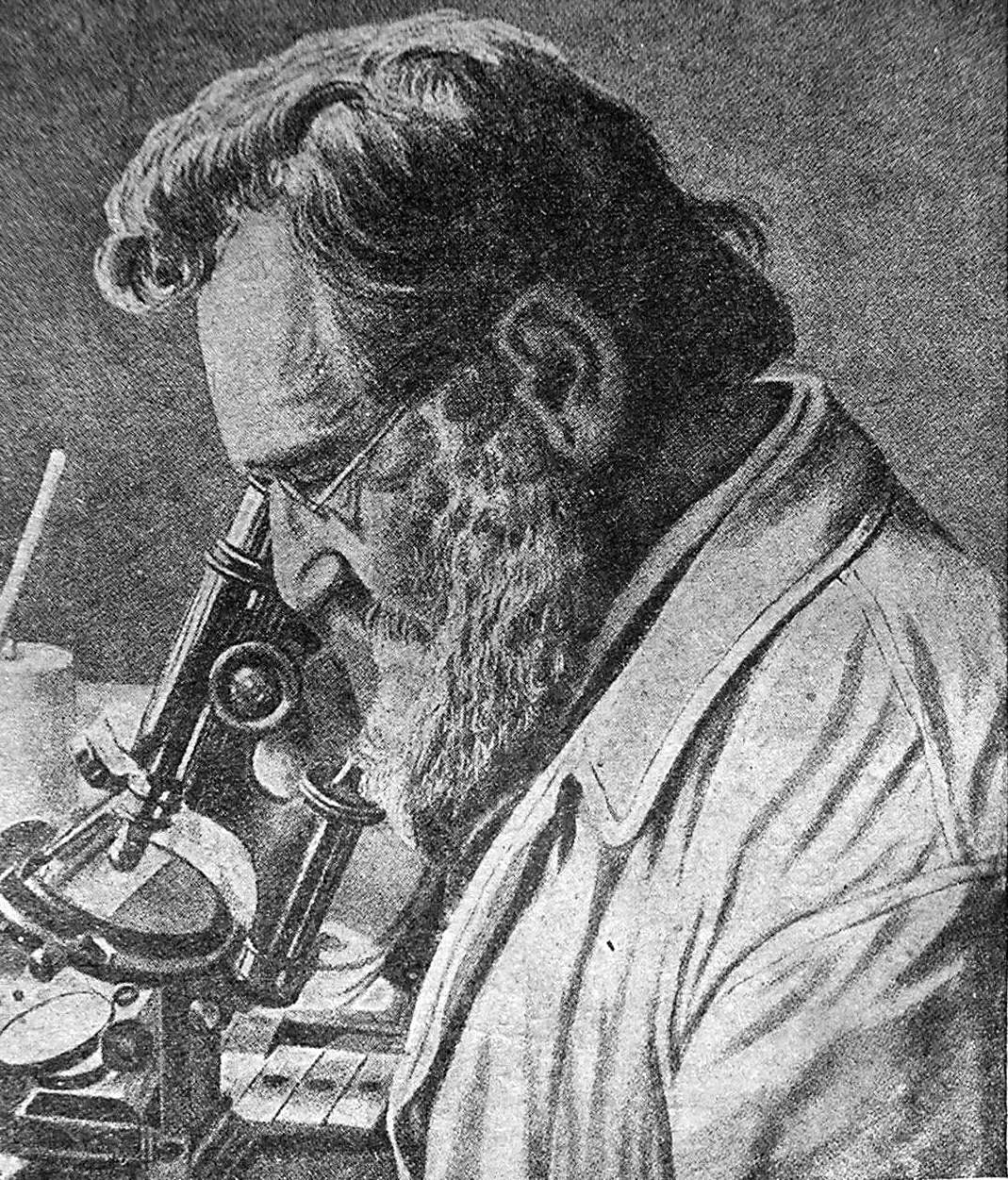
Ilja Metjnikov

Metjnikov avlade akademisk examen vid universitetet i Charkov, studerade 1864–67 zoologi i Giessen, Göttingen och München samt i Neapel. Han blev docent i zoologi 1867 vid universitetet i Odessa och därefter vid universitetet i Sankt Petersburg, var 1870–82 professor i zoologi och jämförande anatomi i Odessa, men arbetade de närmast följande åren utomlands vid eget privat laboratorium. Han antog 1886 befattningen som föreståndare för det nyinrättade bakteriologiska laboratoriet i Odessa och anställdes 1888 vid Pasteurinstitutet i Paris samt erhöll 1905 titel av vice direktör för detsamma. 
Under professorstiden i Odessa ägnade han sin forskning huvudsakligen åt de lägre och lägst stående organismerna inom djurriket och fann redan då, att upptagandet av främmande kroppar i vissa med rörelseförmåga utrustade celler berodde på aktiv verksamhet hos cellerna samt att denna företeelse ägde stor likhet med den intracellulära digestionen i epitelcellerna i lägre djurs digestionskanal. För att bekräfta och ytterligare utvidga dessa iakttagelser anställde han 1882–83 experimentella undersökningar över dessa amöboida cellers biologiska betydelse. Genom dessa studier väcktes hans intresse för den medicinska vetenskapen, och efter att ha anställts vid Pasteurinstitutet ägnade han sin forskning alltmer åt densamma. 

### Fagocytosteorin
År 1884 framlade Metjnikov sin berömda fagocytteori, grundad på hans redan då omfattande undersökningar över fagocytosen, och han fortsatte senare att utveckla denna. År 1901 publicerade han sina dittillsvarande undersökningsresultat i ett omfattande arbete: L'immunité dans les maladies infectieuses. Arbetet är en apologi för fagocytteorin, och de undersökningar som där framläggs, utgör hans mest betydande vetenskapliga insats. Han strävar att inrangera immunitetens så ytterst komplicerade processer under den allmänna fysiologin och leda dem tillbaka till processer, som äger rum hos alla organismer, även de lägst stående. Hans fagocytteori är därför inte bara en immunitetsteori, utan en allmän biologisk lära.
Metjnikov publicerade en mängd arbeten även inom andra forskningsområden. Från hans tidigare verksamhet härstammar arbeten inom embryologi och komparativ anatomi, bland senare märks särskilt de tillsammans med Pierre Paul Émile Roux utförda undersökningarna över experimentell syfilis (1905). Under senare år ägnade sig Metjnikov främst åt frågan om grovtarmens bakteriefloras betydelse för en autointoxikation av människokroppen med därav förorsakade ämnesomsättningsrubbningar. Han ägnade sig även åt populärvetenskapligt skriftställeri, thanatologi och gerontologi, varav till svenska översatts "Studier öfver människans natur: försök till en optimistisk filosofi" (1906) och "Lifvets förlängning: Essais optimistes" (1912). Han var ledamot av många vetenskapliga samfund och akademier; 1908 tillerkändes honom Nobelpriset i medicin för hans undersökningar över fagocytosen och dess betydelse.